# Коленно-локтевая поза

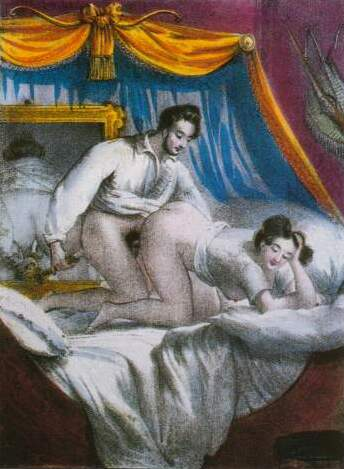
Иллюстрация Ашиля Девериа

Коле́нно-локтева́я поза (лат. coitus a tergo), также поза на коленях, «ра́ком», мужчина сзади, по-собачьи (англ. Doggy style) — одна из позиций при половом акте. Используется при вагинальном и анальном сексе.

## Название
Название позы произошло непосредственно от способа её осуществления: один из партнёров вводит член или имитирующий его предмет сзади в вагину или анус другого партнёра (стоящего на коленях и опирающегося на локти и/или ладони), придерживая её/его за талию, бёдра, грудь или ягодицы.
Среди других названий — коленно-локтевая поза, «раком», мужчина сзади, по-собачьи (англ. Doggy style). В Древней Греции позиция была известна как поза львицы.

## История
Как отмечает Игорь Кон в своей работе «Сексуальная культура в России: клубничка на берёзке», сексуальные позиции в Древней Руси тщательно регламентировались нормами покаянных книг (пенитенциалиев). К числу запрещённых позиций относилась и коленно-локтевая, так как, по мнению церкви, воспроизводила поведение животных или гомосексуальный половой акт («скотский блуд» и «содомский грех с женою»). Минимальное покаяние за этот грех составляло 600 земных поклонов, максимальное — отлучение от церкви. При этом принимались во внимание конкретные обстоятельства: как часто практиковалась греховная позиция, кто был её инициатором, участвовала ли жена добровольно или по принуждению мужа (молодым парам, до 30 лет, обычно делалось снисхождение, старшие наказывались суровее).

## Особенности

### Достоинства
Позиция позволяет пенетрирующему партнёру обозревать и ласкать свободными руками свою партнёршу или партнёра сзади. В свою очередь, пассивный партнёр (женщина или мужчина) может массировать половой член и яички пенетрирующего партнёра, просунув руку между ног.
При вагинальном сексе поза «мужчина сзади» некоторыми сексологами предлагается как одна из лучших для стимуляции точки G, поскольку пенис оказывает более сильное давление на переднюю стенку влагалища.
Также, в отличие от миссионерской позиции, пенис проникает глубже во влагалище и стимулирует эрогенную зону переднего свода влагалища.

### Варианты

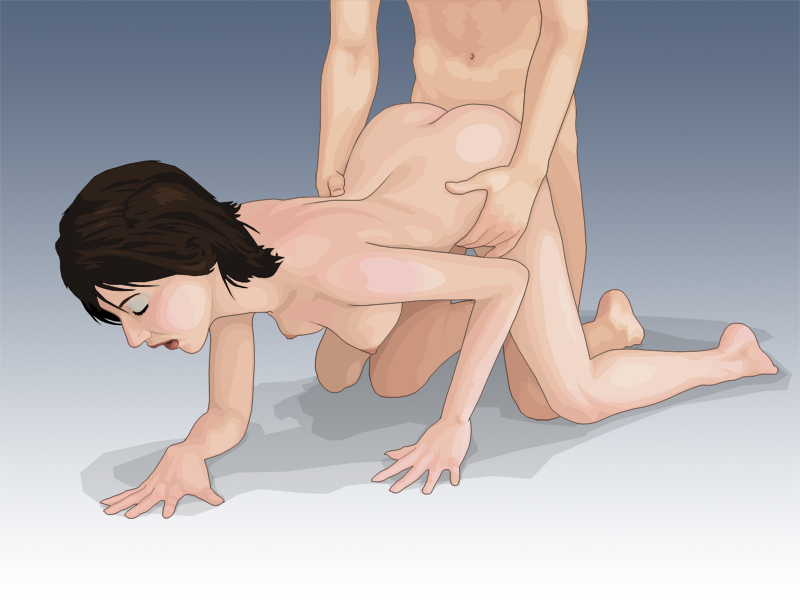
Вагинальный секс в коленно-локтевой позиции
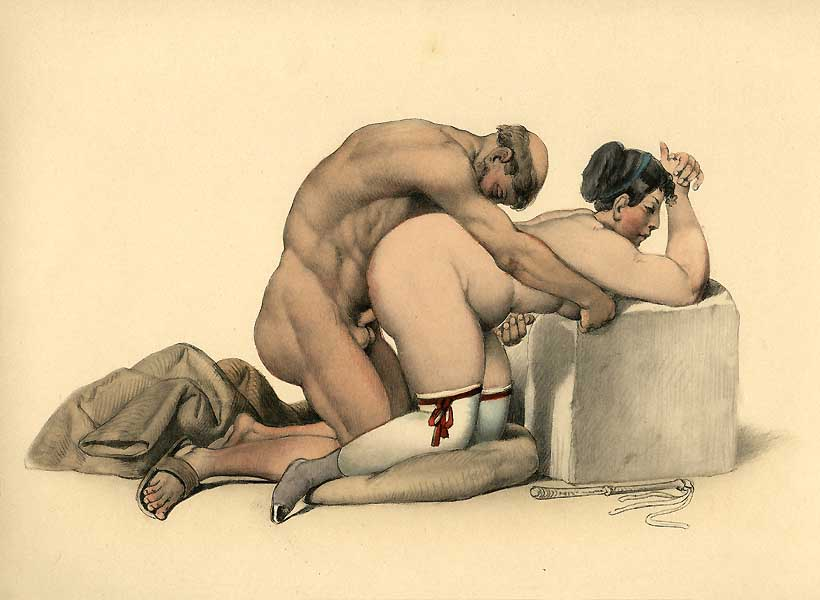
Позиция на коленях и локтях с использованием опоры
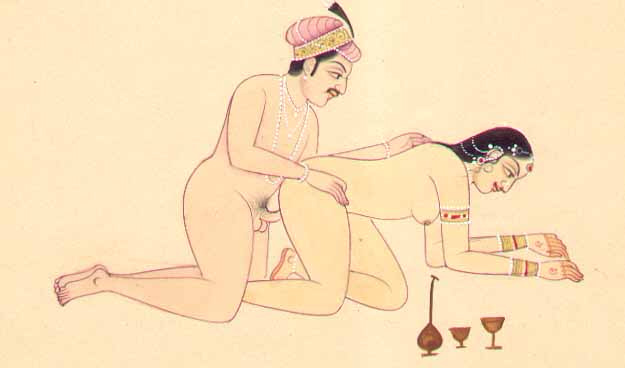
Коленно-локтевая позиция в эротической миниатюре могольской живописи
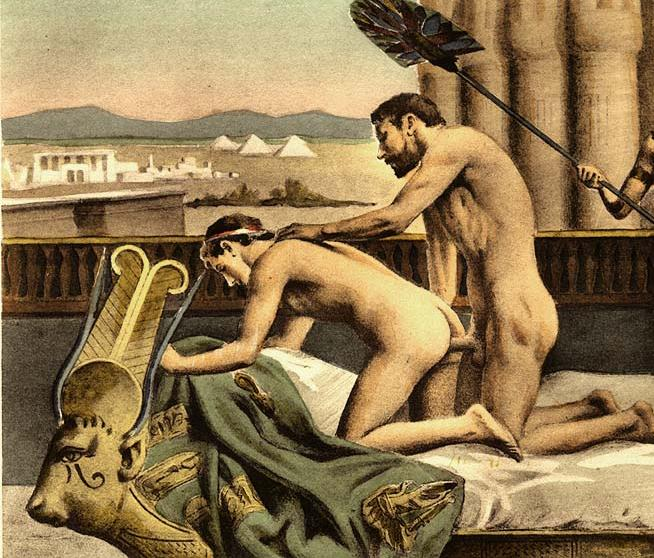
Коленно-локтевая поза при анальном гомосексуальном сношении
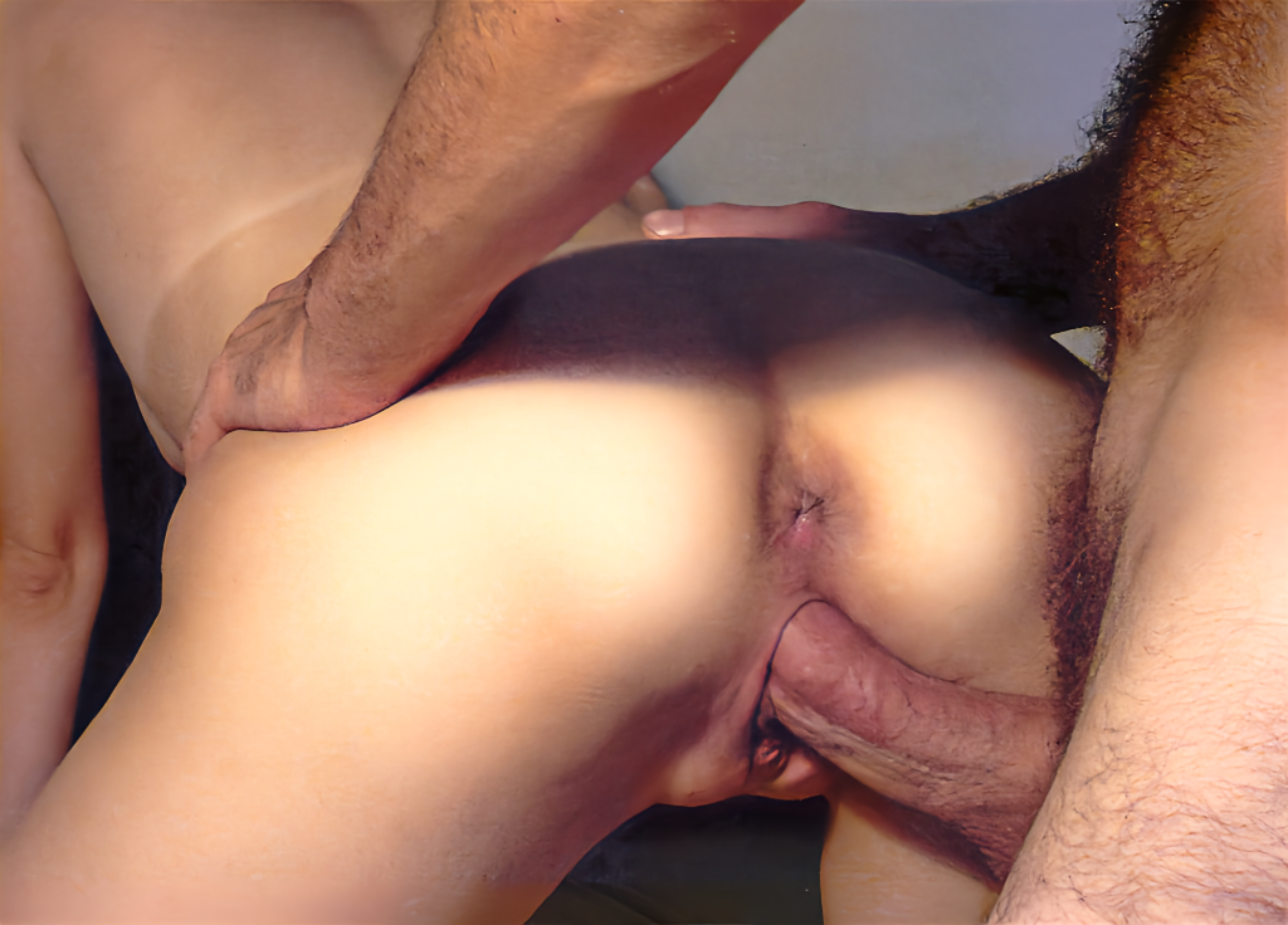
«Секс раком» с женщиной, вид сзади

### Недостатки

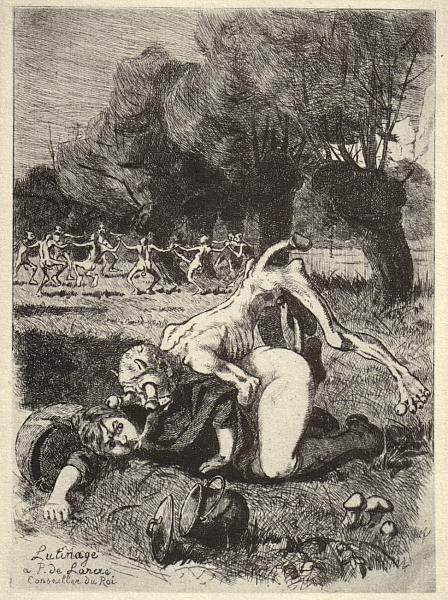
Мартин ван Маэле, иллюстрация к La Grande danse macabre des vifs, 1905

Основным недостатком коленно-локтевой позиции, как правило, является недостаточный эмоциональный контакт между партнёрами, ввиду невозможности смотреть в глаза друг другу, целоваться в губы и др., что может сознательно или бессознательно восприниматься как недостаток нежности и романтики.
Кроме того, иногда коленно-локтевая поза может восприниматься как унизительная для женщины, так как соответствующий способ занятия сексом может восприниматься слишком похожим на сношение животных. Это обстоятельство отражается и в вульгарных названиях позы: «по-собачьи», «раком» и т. д.